# Șemlacu Mare

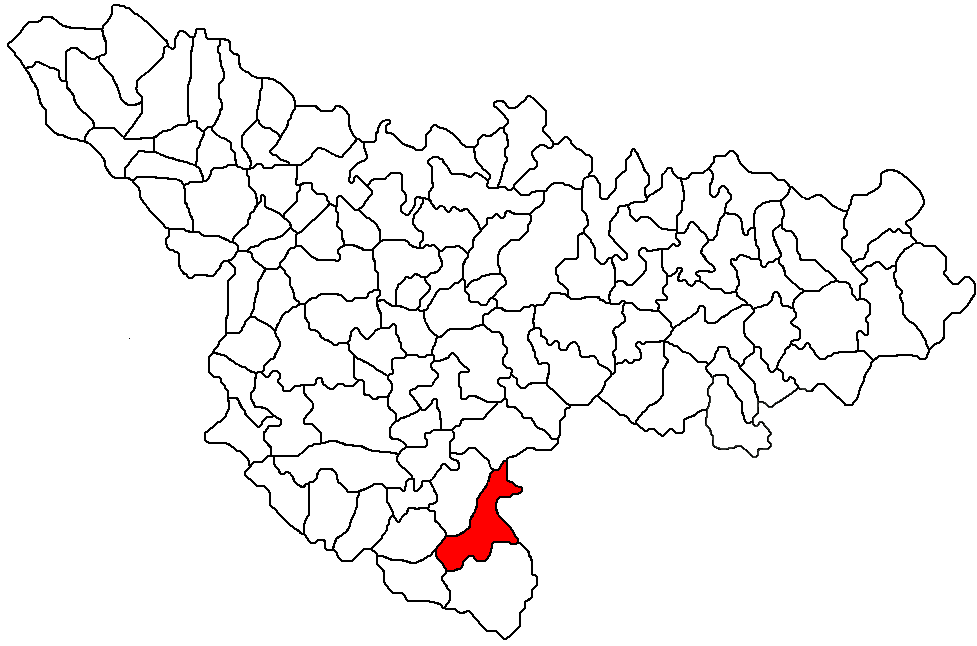
Lage der Kleinstadt Gătaia im Kreis Timiș

Șemlacu Mare (deutsch Groß-Schemlak, ungarisch Nagysemlak oder Mezosomlyo) ist ein Dorf im Kreis Timiș, Banat, Rumänien. Șemlacu Mare gehört zur Kleinstadt Gătaia.

## Geografische Lage
Șemlacu Mare liegt im Südosten des Kreises Timiș, 12 Kilometer südlich von Gătaia, an der Bahnstrecke Buziaș-Jamu Mare.

## Nachbarorte
| Sângeorge     | Gătaia                                      | Măureni  |
| Rovinița Mare | Kompassrose, die auf Nachbargemeinden zeigt | Fizeș    |
| Șemlacu Mic   | Clopodia                                    | Ferendia |

## Geschichte
Die Ortschaft wurde 1270 unter der Ortsbezeichnung Meseusumlow in den päpstlichen Zehntlisten erstmals urkundlich erwähnt. 1319 erscheint die Ortschaft unter dem Namen Mezo-Sumlo in den Urkunden der Zeit. 
Zwischen 1344 und 1370 war die Ortschaft bereits zur Stadt erhoben Civitas Mezeusumplyo, um im Mittelalter nur noch als Markt erwähnt zu werden.
1624 tritt sie als Oppidum Mezo Somyo in Erscheinung. 
Nach 1720 wurde das Dorf mit Slowaken besiedelt und erhielt den Namen Semlak.
Bis 1526 gehörte die Siedlung zum Königreich Ungarn.
Während der osmanischen Herrschaft (1526–1718) gehörte sie zum Vilâyet Timișoara.
Von 1718 bis 1778 war die Ortschaft Teil der Habsburger Krondomäne Temescher Banat. 
1778 wurde das Banat von der Kaiserin Maria Theresia dem Königreich Ungarn zugesprochen.
Von 1849 bis 1860 war es Teil eines eigenständigen Kronlandes der Woiwodschaft Serbien und Temescher Banat.
Nach dem Österreichisch-Ungarischen Ausgleich (1867) wurde das Banat dem Königreich Ungarn innerhalb der Doppelmonarchie angegliedert. 
Der Vertrag von Trianon am 4. Juni 1920 hatte die Dreiteilung des Banats zur Folge, wodurch Șemlacu Mare an das Königreich Rumänien fiel.

## Demografie
| 1880 | 973  | 752 | 43  | 56 | 122 |
| 1910 | 1115 | 868 | 106 | 35 | 106 |
| 1930 | 1041 | 833 | 54  | 44 | 110 |
| 1977 | 619  | 530 | 32  | 12 | 45  |
| 2002 | 398  | 356 | 16  | 7  | 19  |